# Gran Premio del Canada 2019
Il Gran Premio del Canada 2019 è stata la settima prova della stagione 2019 del campionato mondiale di Formula 1. La gara, tenutasi domenica 9 giugno 2019 sul circuito Gilles Villeneuve di Montréal, è stata vinta dal britannico Lewis Hamilton su Mercedes, al suo settantottesimo successo nel mondiale. Hamilton ha preceduto all'arrivo i due piloti della Ferrari, il tedesco Sebastian Vettel ed il monegasco Charles Leclerc.
Sebastian Vettel, primo al traguardo, è penalizzato di cinque secondi sul tempo di gara per essere uscito fuori pista e aver ostacolato Lewis Hamilton al rientro, scivolando al secondo posto. La Ferrari ha esposto un reclamo contro tale decisione dei commissari di gara, utilizzando il diritto alla revisione, previsto dal codice sportivo. Il reclamo è stato poi respinto e la classifica confermata.

## Vigilia

### Aspetti tecnici
Per questa gara la Pirelli, fornitrice unica degli pneumatici, porta le mescole C3, C4 e C5.
Sono tre, come stabilito dal 2018, le zone dove i piloti possono attivare il DRS; oltre che sul rettilineo d'arrivo e sul rettilineo del Casino, con un unico punto di determinazione del distacco tra i piloti, posto dopo la curva 9, i piloti possono aprire l'ala mobile anche tra le curve 7 e 8, con punto per la determinazione del distacco fra piloti posto dopo la curva 5.
L'autodromo vede rinnovata completamente l'area del paddock. I lavori, iniziati nel luglio 2018, terminano circa un mese prima della gara.
Sulle due Ferrari vengono sostituiti turbo e MGU-H, mentre le vetture motorizzate dalla Mercedes vedono montate una nuova evoluzione della power unit, che prevede un nuovo motore termico. La Honda decide di sostituire la centralina e la batteria sulle Red Bull Racing di Max Verstappen e Pierre Gasly, e anche sulla Toro Rosso di Daniil Kvjat.

### Aspetti sportivi
In questa stagione, il gran premio è sponsorizzato dalla Pirelli.
Da questa gara, la Ferrari viene iscritta ai gran premi, come già avvenuto per il Gran Premio d'Australia, col solo nome di "Scuderia Ferrari", senza il title sponsor Mission Winnow, in quanto ciò sarebbe una forma indiretta di pubblicità al tabacco.
L'ex pilota di Formula 1 Emanuele Pirro è nominato quale commissario aggiunto per la gara. L'italiano ha svolto in passato, in diverse occasioni, tale funzione, l'ultima al Gran Premio del Bahrein.
Il pilota locale Nicholas Latifi ha preso il posto di Robert Kubica alla Williams, nel corso della prima sessione di prove libere.

## Prove

### Resoconto
Nella prima sessione del venerdì il più veloce è Lewis Hamilton, che ottiene un tempo di mezzo secondo più rapido dell'anno precedente. A poco più di un decimo si è piazzato Valtteri Bottas, l'altro pilota della Mercedes. I due piloti della scuderia tedesca sono gli unici a scendere sotto il muro del minuto e tredici secondi. Charles Leclerc, terzo, è staccato di quasi un secondo, pur usando anche lui pneumatici di mescola media. Il monegasco è stato penalizzato, nella parte finale della sessione, da un problema al pescaggio della benzina.
Al quarto posto si è classificato Max Verstappen, davanti a Sebastian Vettel, autore anche di un testacoda al tornantino. Subito alle sue spalle c'è Kimi Räikkönen, ad appena 30 millesimi. L'altro pilota dell'Alfa Romeo Racing Antonio Giovinazzi è andato a sbattere contro le barriere, col posteriore della sua vettura, in uscita dalla curva 9. Sulla Williams, guidata dal pilota locale Latifi, è stata sperimentata una nuova sospensione anteriore.
Le Ferrari si sono riprese nella seconda sessione, dedicata maggiormente alla ricerca della prestazione per la qualifica. Le due vetture italiane hanno presentato un maggior carico aerodinamico e coi cestelli dei freni aperti. Leclerc ha chiuso con 1'12"177 e gomme soft, davanti a Sebastian Vettel, distanziato di 74 millesimi. Il tempo è stato di poco migliore rispetto a quello dell'analoga sessione del 2018, ciò a causa di un certo vento che penalizza le monoposto.
Al terzo posto ha chiuso Valtteri Bottas, mentre al quarto è salito Carlos Sainz Jr. su McLaren-Renault. Le Mercedes non hanno dimostrato particolare velocità, sul passo gara, con le gomme di tipo soft. Hamilton è stato autore di un incidente alla curva 9, mentre stava testando le gomme medie, chiudendo solo col sesto tempo, alle spalle anche di Kevin Magnussen. Dopo questo incidente la scuderia decide di sostituire tutto il retrotreno sulla vettura del campione del mondo.
Hanno avuto problemi le due Red Bull Racing, con Pierre Gasly dodicesimo, autore di diversi errori di guida, e Max Verstappen tredicesimo, che ha strisciato il muretto all'ultima chicane, dovendo così abortire il suo tentativo veloce. Dopo l'incidente del mattino all'Alfa Romeo è necessario sostituire il cambio sulla vettura di Giovinazzi, che così non ha potuto girare per un'ora.
Al sabato il più rapido è Sebastian Vettel. Il ferrarista ha ottenuto un tempo molto vicino al record del tracciato, precedendo di 139 millesimi il compagno di team Charles Leclerc, che è stato autore di un errore di guida nel suo ultimo tentativo veloce. Dietro alle due vetture di Maranello si sono posizionate le due Mercedes e le due Red Bull Racing, mentre al settimo posto ha chiuso Daniel Ricciardo.
Non ha tempi Lance Stroll, il cui motore Mercedes è esploso nelle prime fasi della sessione, non consentendo al pilota canadese di prendere parte alle prove. Sulla sua monoposto viene rimontato un vecchio motore termico, utilizzato per le prime sei gare, al fine di non incorrere in penalità sulla griglia di partenza. Viene anche sostituita la MGU-K.

### Risultati
Nella prima sessione del venerdì si è avuta questa situazione: 
| Pos | Nº | Pilota          | Costruttore | Tempo    | Gap    | Giri |
| --- | -- | --------------- | ----------- | -------- | ------ | ---- |
| 1   | 44 | Lewis Hamilton  | Mercedes    | 1'12"767 |        | 31   |
| 2   | 77 | Valtteri Bottas | Mercedes    | 1'12"914 | +0"147 | 25   |
| 3   | 16 | Charles Leclerc | Ferrari     | 1'13"720 | +0"953 | 24   |

Nella seconda sessione del venerdì si è avuta questa situazione:
| Pos | Nº | Pilota           | Costruttore | Tempo    | Gap    | Giri |
| --- | -- | ---------------- | ----------- | -------- | ------ | ---- |
| 1   | 16 | Charles Leclerc  | Ferrari     | 1'12"177 |        | 39   |
| 2   | 5  | Sebastian Vettel | Ferrari     | 1'12"251 | +0"074 | 38   |
| 3   | 77 | Valtteri Bottas  | Mercedes    | 1'12"311 | +0"134 | 46   |

Nella terza sessione del sabato si è avuta questa situazione:
| Pos | Nº | Pilota           | Costruttore | Tempo    | Gap    | Giri |
| --- | -- | ---------------- | ----------- | -------- | ------ | ---- |
| 1   | 5  | Sebastian Vettel | Ferrari     | 1'10"843 |        | 19   |
| 2   | 16 | Charles Leclerc  | Ferrari     | 1'10"982 | +0"139 | 17   |
| 3   | 44 | Lewis Hamilton   | Mercedes    | 1'11"236 | +0"393 | 20   |

## Qualifiche

### Resoconto
Dopo i tempi delle Williams e delle altre vetture di mezza classifica, il primo dei piloti della scuderie migliori a far segnare un tempo è Charles Leclerc con 1'11"786, tempo non battuto da Sebastian Vettel. Max Verstappen si intercala tra le due Ferrari, mentre Antonio Giovinazzi scala quinto. Lewis Hamilton si pone terzo, mentre Valtteri Bottas e Pierre Gasly riescono ad inserirsi nelle prime posizioni, e anche Lando Norris passa Vettel.
Le Ferrari migliorano i loro tempi, comandando la graduatoria davanti alle Red Bull Racing e le Mercedes. Nella parte finale di sessione le vetture anglo-tedesche abbassano ancora il tempo limite, con Bottas che precede Hamilton. Più dietro Romain Grosjean prende il settimo tempo, davanti a Daniel Ricciardo; poco dopo Alexander Albon sale fino alla sesta posizione. La lotta è molto serrata per evitare il taglio in Q1. Al termine della sessione non passano Sergio Pérez, Kimi Räikkönen, Lance Stroll e le due Williams.
In Q2 Hamilton e Vettel affrontano subito la pista, con gomme medie. Il tedesco precede il pilota della Mercedes per 27 millesimi. Valtteri Bottas è invece autore di un testacoda che rovina il suo primo tentativo. Verstappen è quarto, davanti a Giovinazzi, con Albon alle spalle del pilota dell'Alfa Romeo. Sale poi Nico Hülkenberg in quarta posizione, alle cui spalle si posiziona Carlos Sainz Jr..
Charles Leclerc conquista la vetta della lista dei tempi, prima di essere battuto ancora da Vettel. Pierre Gasly, su gomme morbide, si posiziona tra i due piloti della Ferrari. In compenso l'altro pilota della Red Bull, Verstappen (che ha usato gomme medie), è solo decimo. Lewis Hamilton abbassa ancora il tempo limite, precedendo Bottas, secondo.
Tra il quinto e il decimo tempo ci sono solo tre decimi di secondi di distacco, quando mancano un paio di minuti alla fine della sessione. All'ultimo tentativo Kevin Magnussen perde il controllo della sua Haas all'ultima chicane, andando a sbattere forte contro il muretto dei box. La sessione è immediatamente interrotta, impedendo così a molti piloti, che non avevano completato l'ultimo tentativo di giro veloce, di migliorare i loro tempi. Risultano eliminati Max Verstappen, Daniil Kvjat, Antonio Giovinazzi, Alexander Albon e Romain Grosjean.
Gasly fa segnare in Q3 1'12"185, prima di essere battuto da Charles Leclerc in 1'11"188, e da Sebastian Vettel in 1'10"681. Poco dopo Lewis Hamilton segna il nuovo record della pista con 1'10"493. Bottas è autore di un nuovo testacoda, ciò che limita la sua partecipazione alla Q3 in un solo tentativo. Nico Hülkenberg batte Gasly, mentre l'altra Renault di Ricciardo è sesta.
Le due Ferrari effettuano un secondo giro veloce di fila, ma restano ancora distanti dai tempi di Hamilton. Gasly risale, nel frattempo, al quarto posto. Bottas ha un bloccaggio delle ruote al tornantino, e chiude con 1'11"101, mentre Daniel Ricciardo migliora, chiudendo col terzo tempo. Si migliora anche Hamilton con 1'10"446, prima di essere battuto da Sebastian Vettel, che ottiene la pole position con 1'10"240. Leclerc chiude col terzo tempo.
Per Vettel è la cinquantaseiesima partenza al palo nel mondiale, l'ultima era stata ottenuta nel Gran Premio di Germania 2018. La quarta piazza di Ricciardo rappresenta la miglior partenza per la Renault dal Gran Premio del Giappone 2010. Al termine delle qualifiche Carlos Sainz Jr. è penalizzato di tre posizioni sulla griglia di partenza e di un punto sulla Superlicenza, per aver ostacolato Alexander Albon, in Q1.

### Risultati
Nella sessione di qualifica si è avuta questa situazione:
| Pos                         | Nº | Pilota             | Costruttore               | Q1       | Q2          | Q3          | Griglia |
| --------------------------- | -- | ------------------ | ------------------------- | -------- | ----------- | ----------- | ------- |
| 1                           | 5  | Sebastian Vettel   | Ferrari                   | 1'11"200 | 1'11"142    | 1'10"240    | 1       |
| 2                           | 44 | Lewis Hamilton     | Mercedes                  | 1'11"518 | 1'11"010    | 1'10"446    | 2       |
| 3                           | 16 | Charles Leclerc    | Ferrari                   | 1'11"214 | 1'11"205    | 1'10"920    | 3       |
| 4                           | 3  | Daniel Ricciardo   | Renault                   | 1'11"837 | 1'11"532    | 1'11"071    | 4       |
| 5                           | 10 | Pierre Gasly       | Red Bull Racing-Honda     | 1'12"023 | 1'11"196    | 1'11"079    | 5       |
| 6                           | 77 | Valtteri Bottas    | Mercedes                  | 1'11"229 | 1'11"095    | 1'11"101    | 6       |
| 7                           | 27 | Nico Hülkenberg    | Renault                   | 1'11"720 | 1'11"553    | 1'11"324    | 7       |
| 8                           | 4  | Lando Norris       | McLaren-Renault           | 1'11"780 | 1'11"735    | 1'11"863    | 8       |
| 9                           | 55 | Carlos Sainz Jr.   | McLaren-Renault           | 1'11"750 | 1'11"572    | 1'13"981    | 11      |
| 10                          | 20 | Kevin Magnussen    | Haas-Ferrari              | 1'12"107 | 1'11"786    | senza tempo | PL      |
| 11                          | 33 | Max Verstappen     | Red Bull Racing-Honda     | 1'11"619 | 1'11"800    | N.D.        | 9       |
| 12                          | 26 | Daniil Kvjat       | Scuderia Toro Rosso-Honda | 1'11"965 | 1'11"921    | N.D.        | 10      |
| 13                          | 99 | Antonio Giovinazzi | Alfa Romeo Racing-Ferrari | 1'12"122 | 1'12"136    | N.D.        | 12      |
| 14                          | 23 | Alexander Albon    | Scuderia Toro Rosso-Honda | 1'12"020 | 1'12"193    | N.D.        | 13      |
| 15                          | 8  | Romain Grosjean    | Haas-Ferrari              | 1'12"109 | senza tempo | N.D.        | 14      |
| 16                          | 11 | Sergio Pérez       | Racing Point-BWT Mercedes | 1'12"197 | N.D.        | N.D.        | 15      |
| 17                          | 7  | Kimi Räikkönen     | Alfa Romeo Racing-Ferrari | 1'12"230 | N.D.        | N.D.        | 16      |
| 18                          | 18 | Lance Stroll       | Racing Point-BWT Mercedes | 1'12"266 | N.D.        | N.D.        | 17      |
| 19                          | 63 | George Russell     | Williams-Mercedes         | 1'13"617 | N.D.        | N.D.        | 18      |
| 20                          | 88 | Robert Kubica      | Williams-Mercedes         | 1'14"393 | N.D.        | N.D.        | 19      |
| Tempo limite 107%: 1'16"184 |    |                    |                           |          |             |             |         |

In grassetto sono indicate le migliori prestazioni in Q1, Q2 e Q3.

## Gara

### Resoconto
Parte bene Sebastian Vettel, che mantiene il comando della gara, davanti a Lewis Hamilton, Charles Leclerc, Daniel Ricciardo, Pierre Gasly, Nico Hülkenberg e Valtteri Bottas.
Nel secondo giro Lando Norris passa Max Verstappen per l'ottava posizione. L'olandese è uno dei pochi piloti partito con gomme hard. Già al terzo giro c'è il primo pit stop, con Carlos Sainz Jr., che passa alle gomme di mescola più dura. Al sesto giro Verstappen ripassa Norris, per l'ottava piazza.
Nel giro seguente l'altro pilota della Red Bull Racing, Pierre Gasly, effettua la prima sosta, optando per gomme hard. Ancora un giro ed è il turno di Daniel Ricciardo. Al nono giro si ritira Norris, per il cedimento di una sospensione della sua McLaren. La classifica è sempre guidata da Vettel, davanti a Hamilton, Leclerc, Hülkenberg, Bottas, Verstappen e Kvjat.
Al sedicesimo giro si ferma Hülkenberg, che passa anche lui a gomme dure. Bottas scala quarto, alle spalle di Leclerc. Al venticinquesimo giro si ferma il leader della gara, Vettel, che segue la strategia degli altri piloti, montando le gomme a mescola hard. Hamilton attende tre giri per effettuare la sua sosta, ma rientra in pista comunque alle spalle di Sebastian Vettel che ha abbassato i suoi tempi. Dopo la sosta del britannico della Mercedes si trova al comando Charles Leclerc.
Bottas si ferma per la sosta al giro 30, rientrando in gara sesto, alle spalle di Daniel Ricciardo. Tre giri dopo si ferma anche Leclerc; il monegasco della Ferrari rientra in gara quarto, alle spalle di Max Verstappen, che supera dopo un solo giro: la classifica è ristabilita come prima delle soste, con Vettel primo, seguito da Hamilton e Leclerc. Quarto è Verstappen, ora davanti a Ricciardo, Bottas e Nico Hülkenberg.
Al trentottesimo giro Bottas strappa la quinta posizione a Ricciardo, dopo un duello durato alcuni giri. Hamilton sfrutta alcuni doppiaggi, e porta il distacco da Vettel a meno di un secondo. Il tedesco è però capace di ricostruire un certo margine sul britannico.
Al giro 48 Vettel manca la chicane 3-4, ma riesce a rientrare in pista sempre davanti a Hamilton, che però si lamenta della manovra dell'avversario, che l'avrebbe stretto verso il muro. Nello stesso giro effettua la sosta Verstappen, che scende in settima posizione, alle spalle di Bottas e le due Renault. L'olandese riesce, in un paio di giri, a passare le due vetture francesi, portandosi in quinta posizione.
La direzione di gara commina a Vettel una penalizzazione di 5 secondi per essere rientrato in pista, dopo l'errore al giro 48, in maniera considerata pericolosa. Hamilton, in pista secondo, è di fatto primo, essendo il suo distacco da Vettel inferiore a 5 secondi.
Negli ultimi giri Hamilton si avvicina a Vettel, senza però riuscire ad impensierire il tedesco, potendo comunque contare sulla penalizzazione che Vettel sconta sul tempo di gara. A pochi giri dalla fine si ferma Valtteri Bottas per montare gomme nuove e ottenere il giro veloce.
La gara termina con Vettel che taglia il traguardo per primo ma, a causa della penalizzazione di 5 secondi, è Lewis Hamilton a vincere la gara. Charles Leclerc è terzo, davanti a Bottas e Verstappen. Solo i primi cinque piloti chiudono a pieni giri.

### Risultati
I risultati del Gran Premio sono i seguenti:
| Pos | Nº | Pilota             | Costruttore               | Giri | Tempo/Ritiro       | Griglia | Punti |
| --- | -- | ------------------ | ------------------------- | ---- | ------------------ | ------- | ----- |
| 1   | 44 | Lewis Hamilton     | Mercedes                  | 70   | 1h29'07"084        | 2       | 25    |
| 2   | 5  | Sebastian Vettel   | Ferrari                   | 70   | +3"658             | 1       | 18    |
| 3   | 16 | Charles Leclerc    | Ferrari                   | 70   | +4"696             | 3       | 15    |
| 4   | 77 | Valtteri Bottas    | Mercedes                  | 70   | +51"043            | 6       | 13    |
| 5   | 33 | Max Verstappen     | Red Bull Racing-Honda     | 70   | +57"655            | 9       | 10    |
| 6   | 3  | Daniel Ricciardo   | Renault                   | 69   | +1 giro            | 4       | 8     |
| 7   | 27 | Nico Hülkenberg    | Renault                   | 69   | +1 giro            | 7       | 6     |
| 8   | 10 | Pierre Gasly       | Red Bull Racing-Honda     | 69   | +1 giro            | 5       | 4     |
| 9   | 18 | Lance Stroll       | Racing Point-BWT Mercedes | 69   | +1 giro            | 17      | 2     |
| 10  | 26 | Daniil Kvjat       | Scuderia Toro Rosso-Honda | 69   | +1 giro            | 10      | 1     |
| 11  | 55 | Carlos Sainz Jr.   | McLaren-Renault           | 69   | +1 giro            | 11      |       |
| 12  | 11 | Sergio Pérez       | Racing Point-BWT Mercedes | 69   | +1 giro            | 15      |       |
| 13  | 99 | Antonio Giovinazzi | Alfa Romeo Racing-Ferrari | 69   | +1 giro            | 12      |       |
| 14  | 8  | Romain Grosjean    | Haas-Ferrari              | 69   | +1 giro            | 14      |       |
| 15  | 7  | Kimi Räikkönen     | Alfa Romeo Racing-Ferrari | 69   | +1 giro            | 16      |       |
| 16  | 63 | George Russell     | Williams-Mercedes         | 68   | +2 giri            | 18      |       |
| 17  | 20 | Kevin Magnussen    | Haas-Ferrari              | 68   | +2 giri            | PL      |       |
| 18  | 88 | Robert Kubica      | Williams-Mercedes         | 67   | +3 giri            | 19      |       |
| Rit | 23 | Alexander Albon    | Scuderia Toro Rosso-Honda | 59   | Danni da incidente | 13      |       |
| Rit | 4  | Lando Norris       | McLaren-Renault           | 8    | Sospensione        | 8       |       |

Valtteri Bottas riceve un punto addizionale per aver segnato il giro più veloce della gara.

## Classifiche mondiali

### Piloti
| Pos | Pilota           | Punti |
| --- | ---------------- | ----- |
| 1   | Lewis Hamilton   | 162   |
| 2   | Valtteri Bottas  | 133   |
| 3   | Sebastian Vettel | 100   |
| 4   | Max Verstappen   | 88    |
| 5   | Charles Leclerc  | 72    |
| 6   | Pierre Gasly     | 36    |
| 7   | Carlos Sainz Jr. | 18    |
| 8   | Daniel Ricciardo | 16    |
| 9   | Kevin Magnussen  | 14    |
| 10  | Sergio Pérez     | 13    |
| 11  | Kimi Räikkönen   | 13    |
| 12  | Lando Norris     | 12    |
| 13  | Nico Hülkenberg  | 12    |
| 14  | Daniil Kvjat     | 10    |
| 15  | Alexander Albon  | 7     |
| 16  | Lance Stroll     | 6     |
| 17  | Romain Grosjean  | 2     |

### Costruttori
| Pos | Costruttore               | Punti |
| --- | ------------------------- | ----- |
| 1   | Mercedes                  | 295   |
| 2   | Ferrari                   | 172   |
| 3   | Red Bull Racing-Honda     | 124   |
| 4   | McLaren-Renault           | 30    |
| 5   | Renault                   | 28    |
| 6   | Racing Point-BWT Mercedes | 19    |
| 7   | Scuderia Toro Rosso-Honda | 17    |
| 8   | Haas-Ferrari              | 16    |
| 9   | Alfa Romeo Racing-Ferrari | 13    |

## Polemiche dopo la gara
Al termine della gara, Sebastian Vettel, contrariato per la decisione della giuria di penalizzarlo di 5 secondi sul tempo totale e di due punti sulla Superlicenza, sceglie di non parcheggiare la sua Ferrari sotto il podio, ove è previsto che stazionino le vetture dei piloti giunti nei primi tre posti. Il tedesco evita così anche l'intervista del dopo gara, effettuata prima della cerimonia di premiazione. Ritornato nella zona delle vetture, Vettel sposta il cartello che indica il primo arrivato, posto di fronte alla Mercedes di Lewis Hamilton, per posizionarla nel punto dove avrebbe dovuto lasciare la propria vettura, quale secondo. Il tedesco è poi salito sul podio, confermando la sua contrarietà in merito alla decisione della giuria, nell'intervista effettuata sul podio stesso.
Sebastian Vettel ha spiegato:
Lewis Hamilton ha invece giudicato corretta la decisione, ma ha anche affermato di aver cercato di passare il tedesco in pista, pur sapendo della penalizzazione. La decisione dei commissari di penalizzare Vettel è stata giudicata corretta dall'ex campione del mondo di Formula 1 Nico Rosberg, che ha definito non sicuro il rientro in pista del ferrarista. Il pilota della Renault Daniel Ricciardo ha evidenziato la mancanza di coerenza dei commissari, non avendo penalizzato Hamilton, per una manovra simile, proprio ai danni del pilota australiano, nel corso del Gran Premio di Monaco 2016, mentre il pilota della Toro Rosso Daniil Kvjat ha affermato che tale penalizzazione andrebbe comminata solo nel caso di ripetute manovre simili. Critiche alla decisione sono venute anche dall'ex campione del mondo Jacques Villeneuve, che l'ha definita "imbarazzante per la Formula 1", dall'altro ex campione del mondo Jenson Button, dall'ex pilota di Formula 1 Mark Webber (che l'ha definita "pazzesca"), mentre un altro ex campione del mondo Nigel Mansell ha definito la decisione come "falsante" il risultato. Anche Mario Andretti l'ha definita "non accettabile".
La Scuderia Ferrari ha annunciato di voler presentare ricorso alla Federazione Internazionale dell'Automobile in merito alla penalizzazione decisa dai commissari. In seguito la Scuderia ha deciso di ritirare il ricorso presso il tribunale della FIA, ma decide di avvalersi della norma del codice sportivo che prevede la possibilità di rivedere le decisioni prese, portando dei nuovi elementi che non erano disponibili al momento in cui era stato preso il provvedimento. Alla Scuderia sono concessi 14 giorni dal giorno della gara. Il 20 giugno la FIA accetta di discutere la richiesta presentata dalla scuderia italiana. Il giorno seguente i commissari hanno rigettato il reclamo proposto dalla Ferrari. Alcuni dei punti,  portati in evidenza ai commissari, e su cui era richiesta la revisione del giudizio, sono stati considerati come già valutati il giorno della gara, mentre altri punti sono considerati come non significativi.
L'agenzia italiana di scommesse sportive SNAI decide di pagare la vincita anche agli scommettitori che hanno indicato Vettel quale vincitore della gara.
La vittoria di Lewis Hamilton è stata messa in dubbio dai commissari della FIA in quanto sulla sua monoposto è stato cambiato, dopo le qualifiche, un elemento del sistema idraulico con un nuovo componente simile ma non uguale a quello precedente. Il pilota non è stato penalizzato in quanto i commissari non hanno potuto provare che il funzionamento del sistema idraulico fosse diverso da quello precedente. È stata, inoltre, oggetto di discussione, la comunicazione via radio avvenuta tra il pilota britannico e il suo ingegnere di gara, nel giro di ricognizione, in merito al sistema anti-stallo. Secondo alcuni tecnici essa avrebbe potuto violare la norma che limita al muretto di dare indicazioni ai piloti.